# Nadine Apetz
Nadine Apetz est une boxeuse allemande née le 3 janvier 1986 à Haan.

## Carrière
Sa carrière amateur est principalement marquée par deux médailles de bronze remportées aux Championnats du monde de New Delhi en 2018 et à Astana en 2018 dans la catégorie poids welters.

## Palmarès

### Championnats du monde de boxe amateur
- Médaille de bronze en -69 kg en 2018 à New Delhi, Inde
- Médaille de bronze en -69 kg en 2016 à Astana, Kazakhstan

### Championnats d'Europe de boxe amateur
- Médaille de bronze en -69 kg en 2018 à Sofia, Bulgarie

### Jeux européens
- Médaille de bronze en -69 kg en 2019 à Minsk, Biélorussie